# Cooking Simulator
Cooking Simulator – symulacyjna gra kulinarna opracowana przez polski zespół Big Cheese Studio i opublikowana przez PlayWay 6 czerwca 2019 roku dla systemu Microsoft Windows. Wersja na Nintendo Switch została wydana 14 maja 2020. Wersja na konsolę Xbox One została wydana 14 sierpnia 2020. Wersja mobilna zatytułowana Cooking Simulator Mobile, została uruchomiona na urządzeniach z systemem Android 20 października 2020.

## Rozgrywka
W obecnym stanie gra pozwala graczowi na przygotowanie ponad 80 przepisów z wykorzystaniem ponad 140 składników.

## Recenzje
Ze względu na początkowe wady, Cooking Simulator otrzymał mieszane recenzje od recenzentów. W serwisie Metacritic uzyskał wynik 64/100 na podstawie 4 recenzji. PC Games doceniło grafikę gry, różne przepisy, zwracając uwagę na trudne sterowanie, nieangażujący tryb kariery i problemy z wydajnością.